# Тюшево (Рязанская область)
Тюшево — село в Рязанском районе Рязанской области России. Является административным центром Тюшевского сельского поселения.

## География
Село Тюшево расположено примерно в 14 км к северо-западу от центра Рязани на границе с Рыбновским районом.

## История
Тюшево впервые упоминается в XVII веке. Село было вотчиной архиерейского дома. По переписным книгам 1678 года в селе было 12 крестьянских и бобыльских дворов, в которых проживало 110 душ. В селе имелась Ильинская церковь. В 1849 году в селе была построена новая церковь в честь Казанской иконы Божьей матери с Ильинским и Параскевинским приделами.
В 1905 году село относилось к Рыбновской волости Рязанского уезда и имело 87 дворов при численности населения 440 человек.
22 мая 2013 года село посетил председатель Правительства Российской Федерации Дмитрий Медведев. Он осмотрел новый микрорайон, построенный в рамках целевой программы «Социальное развитие села до 2013 года», и подарил местной школе сертификат на автобус для перевозки детей.

## Население
| 1859 | 1906 | 2010  |
| ---- | ---- | ----- |
| 350  | ↗440 | ↗1176 |

## Транспорт и связь
Село Тюшево обслуживает сельское отделение почтовой связи Совхоз Рязанский (индекс 390535).